# Elly-Heuss-Gymnasium Weiden
Das Elly-Heuss-Gymnasium Weiden ist ein staatliches Mädchengymnasium in Weiden in der Oberpfalz mit sprachlicher sowie sozialwissenschaftlicher und wirtschaftswissenschaftlicher Orientierung.

## Geschichte
Gegründet wurde die Schule im Jahr 1907 von einer Gruppe Weidener Honoratioren als „Höhere Töchterschule“, geleitet wurde sie zunächst von den Armen Schulschwestern. Aus der Töchter- und späteren Mädchenschule entwickelte sich in mehreren Phasen und Verzweigungen das sechsjährige „Lyzeum“, die „Mädchenmittelschule“ und 1951 die „Mädchenoberrealschule“. Im Jahr 1969 entschied sich der Weidener Stadtrat für den Namen „Elly-Heuss-Gymnasium“ nach der Politikerin und Sozialreformerin Elly Heuss-Knapp. Die seit 1937 städtische Schule wurde schließlich im Jahr 1970 zu einem staatlichen Gymnasium.

## Lage
Die Schule liegt zentrumsnah am Ende der Weigelstraße, etwa 250 m östlich vom Neuen Rathaus sowie der Max-Reger-Halle. Die Sportanlagen liegen direkt am Gebäude. Vom Zentralen Omnibusbahnhof sind es wie vom Stadtzentrum aus zur Schule knapp fünf Minuten Fußweg, vom Bahnhof aus etwa zwölf Minuten. Das Gebäude wurde 1980 bezogen und fand wegen seiner Architektur überregional Beachtung.

## Unterrichts- und Bildungsprogramm
Erste Fremdsprache ist Englisch. Als zweite Fremdsprachen wird Französisch oder Latein angeboten.
In den Jahrgangsstufen 8 bis 10 ist die Ausbildung durch die Profilfächer der drei Zweige geprägt:
- das Sprachliche Gymnasium mit dem Profilfach Spanisch als dritter Fremdsprache.
- das Wirtschafts- und Sozialwissenschaftliche Gymnasium mit sozialwissenschaftlicher Ausrichtung mit den Profilfächern Sozialkunde und Sozialpraktischer Grundbildung (mit Praktika).
- das Wirtschafts- und Sozialwissenschaftliche Gymnasium mit wirtschaftswissenschaftlicher Ausrichtung mit den Profilfächern Wirtschaft und Recht und Wirtschaftsinformatik.

Die Profilfächer der beiden Zweige finden sich wieder im Angebot der Oberstufe als Ergänzungs- und Vertiefungsmöglichkeit, profilnahe Themen können auch in den wissenschaftsorientierten bzw. projektorientierten Seminaren gewählt werden.
Über den Unterricht hinaus werden fremdsprachliche Kompetenzen über die Teilnahme an Wettbewerben, über Auslandskontakte und -aufenthalte sowie über Qualifizierungskurse und besondere Sprachprüfungen gefördert.
Ein weiterer Schwerpunkt der Schule ist eine umfassende Persönlichkeitserziehung, die Verantwortungs- und Selbstbewusstsein, werteorientiertes Verhalten und sozialen Kompetenzen fördern soll. Ergänzend dazu werden gesellschaftliches Engagement und sozial motivierte Aktivitäten unterstützt.

## Ganztagesangebot
Mit dem offenen Ganztagesangebot „Elly eins plus“ ermöglicht das Gymnasium interessierten Schülerinnen nach dem Unterricht (ggf. bis 17 Uhr) Betreuung, Förderung und Anregung. Für die Mädchen aus den Jahrgangsstufen 5 bis 7 steht eigenes pädagogisch ausgebildetes und erfahrenes Personal zur Verfügung.
Alle Schülerinnen können aus einem Mittagsmenü-Angebot wählen, das vom „Elly-Mensa“-Team täglich frisch an der Schule zubereitet wird.
Träger der beiden Einrichtungen „Elly eins plus“ und „Elly-Mensa“ ist der Förderverein des Elly-Heuss-Gymnasiums.
Ergänzt wird das Nachmittagsangebot für die Schülerinnen der Anfangsklassen durch ein umfangreiches Tutorensystem.
Mit 27 Schülerinnen ist zu Beginn des Schuljahres 2011/2012 erstmals in Weiden eine gebundene Ganztagsklasse gestartet.

## Schulleben
Traditionell gefördert und altersangemessen weiterentwickelt werden gymnastische, tänzerische und künstlerische Neigungen und kreative Begabungen. Der Öffentlichkeit präsentiert sich das Elly-Heuss-Gymnasium regelmäßig mit eigenen Darbietungen („Das Elly tanzt“, Konzerte), Ausstellungen oder über die Teilnahme an bayernweiten Meisterschaften.

## Bekannte Angehörige

### Lehrer
- Renate Meerwald (1939–2009), Kunsterziehung
- Wolfgang Herzer (* 1948), Kunstmaler, Kunsthistoriker und Pädagoge, Gründer des Kunstvereins Weiden, 1979–2014 Kunsterziehung

### Schülerinnen und Schüler
- Nicole Bäumler (* 1986), Politikerin
- Monika Henzinger (* 1966), Informatikerin
- Nadine Kraus (* 1988), Frauenfußballspielerin
- Sophia Maier (* 1987), Journalistin und TV-Reporterin
- Verena Stangl (* 1990), Playmate des Jahres
- Jolyne Schürmann (* 1982), Moderatorin beim Bayerischen Rundfunk